# Chierici regolari del buon Gesù
I chierici regolari del Buon Gesù sono un antico ordine religioso, sorto nel 1526. Non conobbero mai uno sviluppo rilevante e vennero soppressi nel 1651.

## Storia
Le origini dell'ordine risalgono a una confraternita fondata a nel 1504 a Ravenna, composta da chierici e da laici e dotata di regola propria (redatta dal canonico lateranense Serafino da Fermo): il prete Leone, figlio di una appartenente alla fraternità, riuscì a convertire il giovane Gerolamo Maluselli, fino ad allora dedito alla vita mondana, il quale divenne sacerdote e, assieme a Leone e ad altri compagni, nel 1526 fondò una nuova congregazione, detta del Buon Gesù.
Papa Paolo III approvò l'istituto nel 1538 e papa Giulio III, nel 1551, lo elevò a ordine religioso.
I chierici del Buon Gesù fondarono case a Ravenna, Roma e Firenze, ma non godettero mai di una notevole diffusione, tanto che vennero soppressi da papa Innocenzo X il 22 giugno 1651.